# 中華航空825號班機空難
中華航空825號班機空難發生於1971年11月20日，一架卡拉維爾客機在由台北松山機場飛往香港啟德機場途中發生爆炸，在澎湖上空解體，導致機上25人全部遇難。

## 失事客機

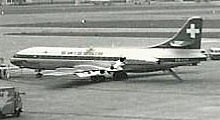
1966年5月攝於英國倫敦希斯洛機場的照片，當時事故的飛機尚於瑞士航空服役，編號為HB-ICT

失事的B-1852號客機於1962年3月製造，生產序列號為122，最初交付給瑞士航空，編號為HB-ICT，並於當年3月30號執飛了此飛機第一次的飛行。
1962年4月25日，約一個月後，此班機發生瑞士航空142號迫降事故，當時由於維修不當以及燃油不足，飛機緊急迫降瑞士蘇黎世機場，結果前起落架未能展開而造成飛機受損，並於之後完成修復繼續執飛。

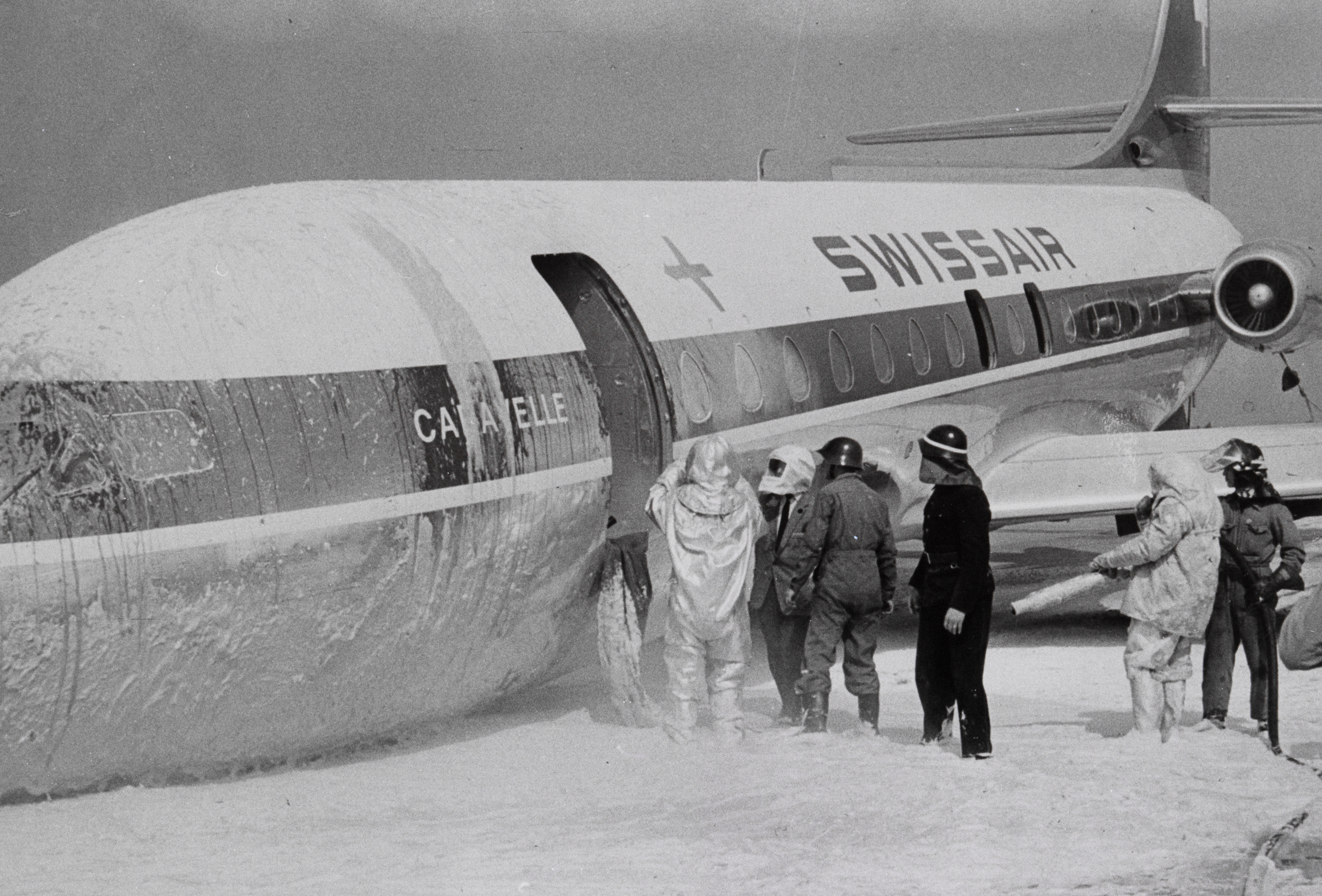
1962年4月25日發生於瑞士蘇黎世機場迫降事故導致飛機受損的照片，當時飛機尚於瑞士航空服役，編號為HB-ICT

之後此飛機於1971年1月12日售予華航。

## 事故經過
1971年11月20日當天，B-1852號客機執行由大阪國際機場經那霸機場飛往台北的CI823號班機，載著63名乘客和7名機組人員於日本時間16時47分從大阪起飛，順利飛抵台北。其後，這架客機執行台北飛往香港的CI825號班機，於台灣當地時間21時02分起飛，預計於香港當地時間22時50分抵達啟德機場，當值正副機長分別為魏步霄、巨寄萍。除中華民國公民外，機上乘客還有三名日本人，三名伊朗人，兩名新加坡人，一名越南人，一名巴西人，計十名外籍旅客。機上的巴西乘客為當時巴西駐中華民國大使謬勒（Lauro Muller Neto）。
21時33分，CI825號班機在8,000米高處與地面聯絡，21時50分從雷達上消失，於澎湖群島近海墜毀，機上8名機組人員和17名乘客全數罹難。有民眾在班機通過澎湖虎井嶼時聽到爆炸聲。
11月26日，臺灣警備總司令部下令成立“一一二零專案”，機密等級被列為極機密，但經調查發現並無左傾人士登機，事件最後以空中爆炸及空中解體結案。
| 國籍            | 乘客人數 | 機組人員人數 | 合計 |
| --------------- | -------- | ------------ | ---- |
| 中華民國        | 7        | 8            | 15   |
| 日本            | 3        | -            | 3    |
| 伊朗            | 3        | -            | 3    |
| 新加坡          | 2        | -            | 2    |
| 越南共和国      | 1        | -            | 1    |
| 巴西            | 1        | -            | 1    |
| 總計（6個國家） | 17       | 8            | 25   |